# 沢渡あまね
沢渡 あまね（さわたり あまね、1975年 - ）は日本の著作家、ワークスタイルや組織開発を専門とする実業家。
あまねキャリア株式会社代表。株式会社なないろのはな取締役。
現在は企業や自治体で働き方改革、インターナルコミュンケーション活性、組織開発やマネジメント改革の支援・講演・執筆・メディア出演を行う。

## 来歴
神奈川県生まれ。東京都在住であるが、主に静岡県および愛知県に滞在。
日産自動車、NTTデータ、大手製薬会社などを経て、2014年秋よりフリーランスとして活動。
企業勤務時代は、広報部門、情報システム部門、ネットワークソリューション事業部門などに所属。認証基盤システムのITサービスマネジャー、プロジェクトマネジャーおよび運用エンジニアを経験。
2019年1月より、株式会社なないろのはな取締役を兼任。

## 人物
- 出身であるIT業界およびシステム運用職種、広報職種への思い入れが強く、｢インフラ勉強会[2]｣や｢PRLT｣などにもたびたび登壇。  ｢エンジニア銭湯[3]｣、｢ITざっくばらん会in磐田｣などのITエンジニアコミュニティも主宰している。
- 趣味はダム巡り。ダム際ノマドワーカーを名乗り、全国出張の道すがらダム付近に車を止めて執筆作業やWeb会議をしている[4][5]。

## 開催イベント
- SE、夜の集い～第二夜～ -ITざっくばらん会 meets event vol.11 スペシャル★トークイベント‐(2018/6/20)

## 著書
- 『英語で働け！サラリーマン読本～英文契約・交渉・プレゼン、ナンでもコイ！』日刊工業新聞社、2013年。ISBN 4526071099。
- 『無理しないから無駄もない 「草食系」社員のためのお手軽キャリアマネジメント』日刊工業新聞社、2014年。ISBN 4526072117。
- 『英語で働け！キャリアアップ読本～変化の時代で「最後まで生き残る」自分の鍛え方』日刊工業新聞社、2014年。ISBN 4526072737。
- 『新人ガール ITIL使って業務プロセス改善します!』C&R研究所、2015年。ISBN 4863541708。
- 『新米主任 ITIL使ってチーム改善します!』C&R研究所、2015年。ISBN 4863541899。
- 『新入社員と学ぶ オフィスの情報セキュリティ入門』C&R研究所、2016年。ISBN 4863542038。
- 『職場の問題地図 ～「で、どこから変える?」残業だらけ・休めない働き方』技術評論社、2016年。ISBN 4774183687。
- 『仕事の問題地図 ～「で、どこから変える？」進捗しない、ムリ・ムダだらけの働き方』技術評論社、2017年。ISBN 4774187747。
- 『働く人改革 ～ イヤイヤが減って、職場が輝く! ほんとうの「働き方改革」』インプレス、2017年。ISBN 4295001279。
- 『チームの生産性をあげる。 ～業務改善士が教える68の具体策』ダイヤモンド社、2017年。ISBN 4478102538。
- 『「自分」の生産性をあげる働き方 ～無理なく、無駄なく、成果を最大化する仕事術』PHP研究所、2017年。ISBN 4569836704。
- 『職場の問題かるた ～“言える化"してモヤモヤ解決!』技術評論社、2017年。ISBN 4774191930。
- 『今より1時間早く仕事が終わる習慣～「自分の時間」を取り戻し、チームの成果も倍速で出す！』PHPエディターズグループ、2017年。ISBN 978-4-569-83871-7。
- 『働き方の問題地図 ～「で、どこから変える?」旧態依然の職場の常識』技術評論社、2017年。ISBN 4774194271。
- 『システムの問題地図 ～「で、どこから変える?」使えないITに振り回される悲しき景色』技術評論社、2018年。ISBN 4774194638。
- 『話し下手のための雑談力』幻冬舎、2018年。ISBN 434403287X。
- 『マネージャーの問題地図 ～「で、どこから変える?」あれもこれもで、てんやわんやな現場のマネジメント』技術評論社、2018年。ISBN 4774198749。
- 『ドラクエに学ぶ チームマネジメント』C&R研究所、2018年。ISBN 4863542550。
- 『マンガでやさしくわかるチームの生産性』日本能率協会マネジメントセンター、2018年。ISBN 4820731610。
- 『運用☆ちゃんと学ぶ システム運用の基本』C&R研究所、2019年。ISBN 4863542771。
- 『業務デザインの発想法 ~「仕組み」と「仕掛け」で最高のオペレーションを創る』技術評論社、2019年。ISBN 4297104369。
- 『仕事ごっこ ～その“あたりまえ"、いまどき必要ですか?』技術評論社、2019年。ISBN 4297106213。
- 『仕事は「徒然草」でうまくいく～【超訳】時を超える兼好さんの教え』技術評論社、2019年。ISBN 4297106213。
- 『デキるマネージャーは余計なことをしない』総合法令出版、2019年。ISBN 4862807046。
- 『職場の科学 日本マイクロソフト働き方改革推進チーム×業務改善士が読み解く「成果が上がる働き方」』文藝春秋、2020年。ISBN 4163912371。
- 『はじめてのkintone〜現場のための業務ハック入門』技術評論社、2020年。ISBN 4863543190。
- 『ざんねんなオフィス図鑑』シーアンドアール研究所、2020年。ISBN 4863543174。
- 『IT人材が輝く職場 ダメになる職場 問題構造を解き明かす』日経BP、2020年。ISBN 4296107623。
- 『ここはウォーターフォール市、アジャイル町 ストーリーで学ぶアジャイルな組織のつくり方』翔泳社、2020年。ISBN 9784798165387。
- 『業務改善の問題地図 ~「で、どこから変える?」~進まない、続かない、だれトク改善ごっこ』技術評論社、2020年。ISBN 4297116391。
- 『バリューサイクル・マネジメント ~新しい時代へアップデートし続ける仕組みの作り方』技術評論社、2021年。ISBN 429712016X。